# Kelvingrove Art Gallery and Museum

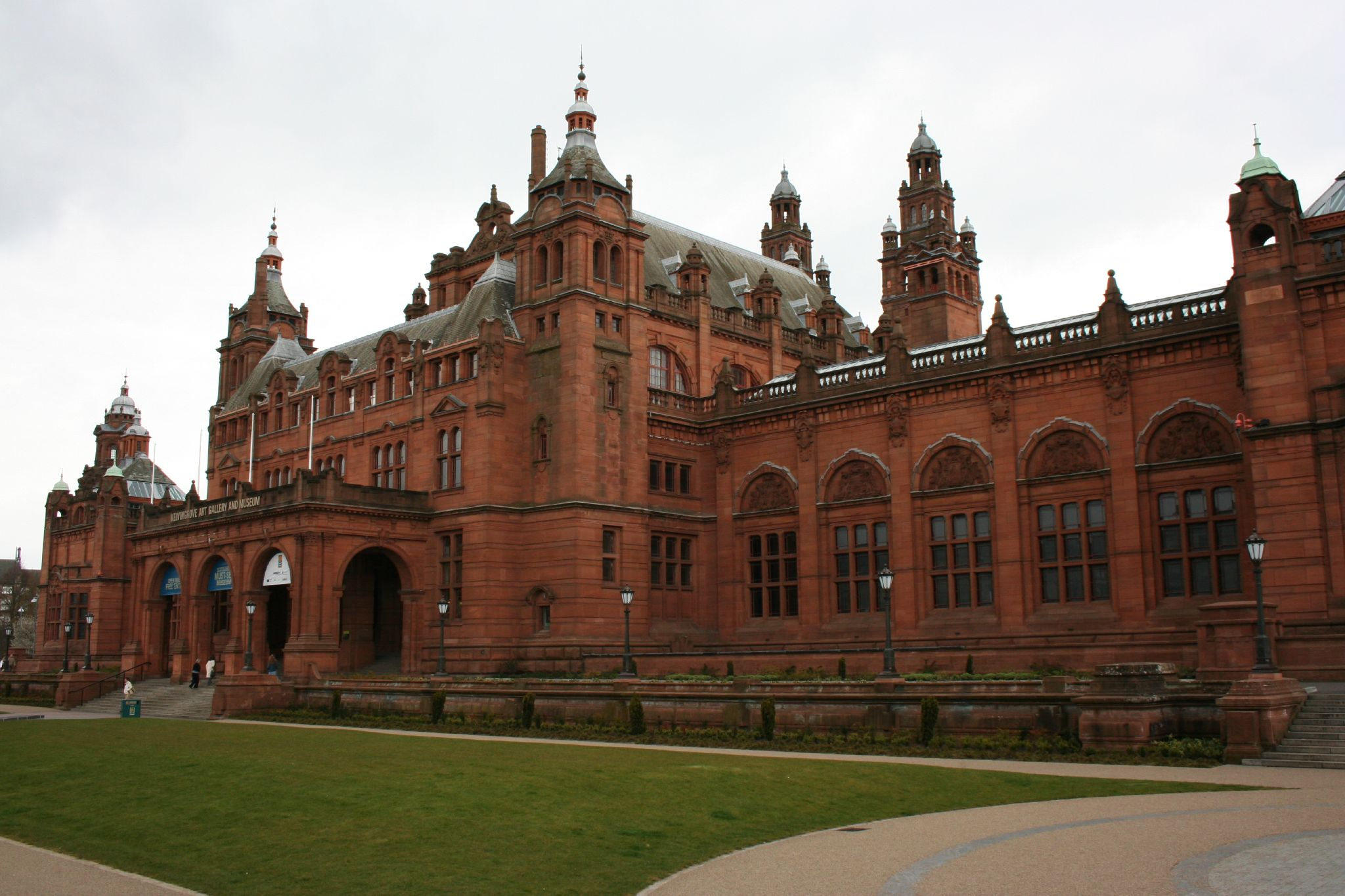
Kelvingrove Art Gallery and Museum.

Kelvingrove Art Gallery and Museum är ett konstmuseum i Glasgow, Skottland. I byggnaden finns en av Europas stora kommunala konstsamlingar. Sedan renoveringen är museet den mest populära attraktionen med fri entré i Skottland och det mest besökta museet i Storbritannien utanför London. Museet ligger på Argyle Street i västra delen av staden, på stranden av floden Kelvin (mittemot den arkitektoniskt liknande Kelvin Hall). Det gränsar till Kelvingrove Park och ligger omedelbart nedanför University of Glasgows huvudcampus.